# Хабикино

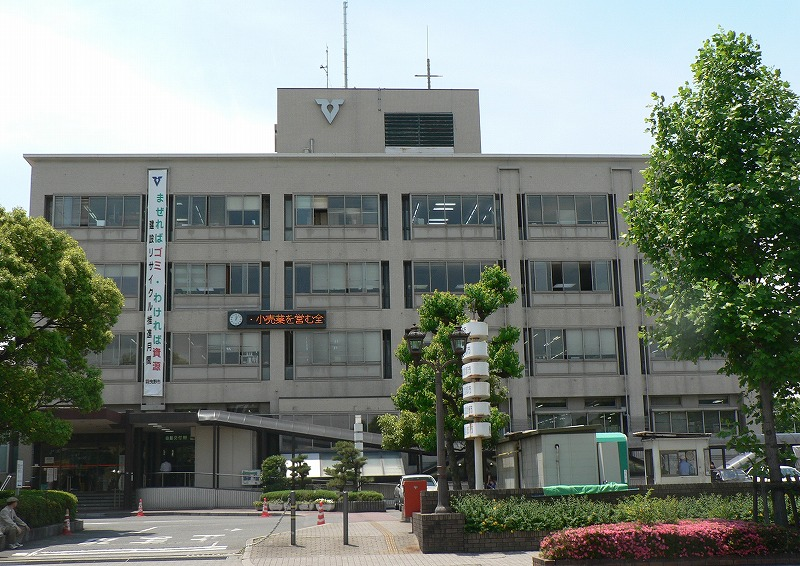
Мэрия города Хабикино

Хабикино (яп. 羽曳野市 Хабикино-си) — город в Японии, находящийся в префектуре Осака. Площадь города составляет 26,44 км², население — 114 337 человек (1 августа 2014), плотность населения — 4324,39 чел./км².

## Географическое положение
Город расположен на острове Хонсю в префектуре Осака региона Кинки. С ним граничат города Сакаи, Мацубара, Фудзиидера, Касивара, Тондабаяси, Касиба и посёлок Тайси.

## Население
Население города составляет 114 337 человек (1 августа 2014), а плотность — 4324,39 чел./км². Изменение численности населения с 1980 по 2005 годы:
| 1980 | 103 181 чел. |  |
| 1985 | 111 394 чел. |  |
| 1990 | 115 049 чел. |  |
| 1995 | 117 735 чел. |  |
| 2000 | 119 246 чел. |  |
| 2005 | 118 695 чел. |  |

## Символика
Деревом города считается Citrus tachibana, цветком — цветок персика.